# Kenneth McEvoy
Kenneth McEvoy (Waterford, 4 settembre 1994) è un calciatore irlandese, centrocampista del South Normanton Athletic.